# Азар
Азар (на персийски: آذر) е деветият месец на годината според иранския календар. Той се състои от 30 дни и е трети месец на есента. Спрямо Григорианския календар месец азар е между 22 ноември и 21 декември.

## Етимология
Месеците на иранския календар носят имената на зороастрийските божества. Азар произлиза от Атар, бог на огъня.

## Празници
- 9 азар – Празник Азарган, празник на името Азар.

- 30 азар – Празник на зимното слънцестоене Ялда.

## Събития и чествания
- 16 азар – Ден на студента.